# Oxyopes affinis
Oxyopes affinis là một loài nhện trong họ Oxyopidae.
Loài này thuộc chi Oxyopes. Oxyopes affinis được Roger de Lessert miêu tả năm 1915.